# Лацій
Лацій (лат. Lătĭŭm) — регіон в античній Італії, на центральному заході Апеннінського півострова. Лежав між двома багатими областями — Етрурією та Кампанією. Тибр зв'язував Лацій із внутрішніми територіями, а для зовнішньої торгівлі, зокрема із греками, карфагенянами та етрусками використовували Тирренське море.
Географічно Лацій являв собою горбисту рівнину по нижній течії Тибру, площею близько 1,5 тис.кв.км. Межами служили: Тибр, Тирренське море, притока Тибру Аніо(Аніен)і Сабінські гори.
У Лації спостерігаються сліди вулканічної діяльності й завдяки вулканічному попелу земля є досить родючою. Тому основними заняттями населення були: землеробство і скотарство. З культурних рослин вирощували ячмінь, просо, виноград, оливки, фіги. Домашніми тваринами були: бик, баран, свиня, кінь. Як тягову силу використовували биків, коней використували для війни.
Населення давнього Лація вірізнялося своєю густотою, про що говорить розвинена дренажна система та малі земельні наділи (близько 0,5 га.).
Перші постійні поселення з'являються близько кінця II тис., мешканці цих поселень були носіями «культури Вілланова» і спалювали померлих. Вони були предками латинян (протолатини), спочатку вони заселили Албанські пагорби, а пізніше заселили Паллатін. Отже, завдяки цьому можна дійти висновку, що населення Лація заснувало Рим.
Його сучасна територія входить до складу найбільшої адміністративно-територіальної області Італії — Лаціо.